# In God we trust
In God we trust (Bogu ufamy) – oficjalna dewiza Stanów Zjednoczonych, która w 1956 roku zastąpiła nieoficjalne motto E pluribus unum (Z wielości jedno) używane od 1782 roku.
In God we trust jest także dewizą stanu Floryda i Nikaragui, której hiszpański odpowiednik to En Dios Confiamos. Ponadto pojawia się ona w wielu hymnach i pieśniach religio-patriotycznych.

## Historia

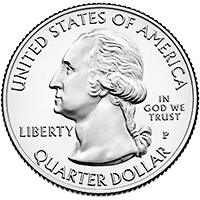
Ćwierć dolara z mottem In God we trust

Fraza wywodzi się z pieśni The Star-Spangled Banner – amerykańskiego hymnu narodowego napisanego w 1814 roku przez Francisa Scotta Keya. W jego czwartej zwrotce znajduje się zdanie „And this be our motto: 'In God is our Trust'” (A to niech będzie nasze motto: "W Bogu pokładamy ufność"). Historyk Ted Alexander uważa, że po raz pierwszy użył go, jako okrzyku bojowego, 125. pułk piechoty z Pensylwanii 17 września 1862 roku podczas bitwy nad Antietam.
Ostateczna forma motta ukształtowała się podczas wojny secesyjnej w latach 1861-65. W tym także okresie wielebny M.R. Watkinson wysłał do ministerstwa skarbu list z petycją o umieszczenie w jakiejś formie Boga na amerykańskich monetach, motywując to tym, że stoi on po stronie Unii. Sekretarz skarbu Salmon P. Chase przystał na propozycję wielebnego i polecił ówczesnemu dyrektorowi mennicy w Filadelfii, Jamesowi Pollockowi stworzyć projekty monet zawierających religijną frazę. Następnie Chase wybrał najlepsze z nich i przedstawił Kongresowi pod koniec 1863 roku. Zauważono jednak, że ustawa Kongresu z 18 stycznia 1837 roku dokładnie określa jakie motta mogą być wybijane na amerykańskich monetach. Oznaczało to, że mennica nie mogła nic w nich zmienić bez nowego prawodawstwa. 22 kwietnia 1864 roku uchwalono więc legislację pozwalającą na wprowadzenie zmian i umieszczenie motta na jedno- i dwucentowych monetach.
Wcześniej Kongres zaaprobował umieszczanie motta na wszystkich złotych i srebrnych monetach. W 1873 roku weszła w życie tzw. ustawa Coinage Act, która pozwalała sekretarzowi skarbu umieszczać je na różnych nominałach.
W 1883 roku motto zniknęło z pięciocentówek, ponownie pojawiło się na nich dopiero w 1938 roku. W 1908 r. Kongres wydał ustawę, która nakazywała umieszczanie frazy na wszystkich monetach, na których się ono poprzednio znajdowało. Był to skutek publicznych protestów, po tym jak wypuszczono 20-dolarową monetę bez motta. Od 1938 roku wszystkie amerykańskie monety posiadają już dewizę In God we trust.
W 1956 roku, kiedy nastały czasy zimnej wojny, Stany Zjednoczone, chcąc odróżnić się od Związku Radzieckiego, który promował ateizm, ustanowiły dewizę In God we trust swoim oficjalnym mottem narodowym. To spowodowało, że w latach 1957-1966 zaczęto je drukować także na banknotach.